# Erik Hochstein
Erik Hochstein (Düsseldorf, 1º ottobre 1968) è un ex nuotatore tedesco.
Specializzato nello stile libero ha vinto la medaglia di bronzo nella staffetta 4x200 m sl alle Olimpiadi di Seoul 1988.

## Palmarès
- Olimpiadi
  - Seoul 1988: bronzo nella staffetta 4x200 m sl.

- Europei
  - 1989 - Bonn: argento nella staffetta 4x200 m sl.